# Debra Christofferson
Pour les articles homonymes, voir Christofferson.
Debra Christofferson, née le 9 janvier 1963 à Spearfish, (Dakota du Sud, États-Unis), est une actrice américaine.

## Filmographie

### Cinéma
- 1984 : Weekend Pass : Candy
- 1992 : Round Numbers : Katie
- 1994 : Le Silence des jambons (The Silence of the Hams) : une pauvre
- 1995 : Under the Hula Moon (en) : Kim Jones
- 1996 : White Cargo : B.D.
- 1997 : La Souris (Mouse Hunt) : Ingrid
- 1998 : Mr. P's Dancing Sushi Bar : Catherine
- 1998 : La Conscience tranquille (en) (The Lesser Evil) : Betty
- 1998 : Restons groupés : Kathy
- 1998 : The Godson (en), de Bob Hoge : l’écrivaine
- 1998 : Recherche maman désespérément (Billboard Dad) : Automne
- 1999 : Mon Martien favori (My Favorite Martian) : Mme Butz
- 1999 : Wild Wild West : Dora Lookalike
- 2001 : Stealing Time (en) : Roselyn Hatchett
- 2002 : Laurier blanc (White Oleander) : Marlena
- 2007 : I Know Who Killed Me : Paloma Sherwood
- 2007 : InAlienable (en) : Feragni Atah
- 2008 : L'Échange (Changeling) : une policière
- 2014 : Murder of a Cat (en) : Barb
- 2015 : 1915 (en) : Lillian
- 2018 : Doe : Margaret

### Télévision
- 1982 : Hooker (T. J. Hooker) : la femme de Tucker (1 épisode)
- 1985 : Côte Ouest (Knots Landing) : la mère (1 épisode)
- 1986 : Mr. Sunshine (en) : Maureen Evans (1 épisode)
- 1987 : Les Incorruptibles de Chicago  (Crime Story) : une infirmière (1 épisode)
- 1987 : Starman : la réceptionniste (1 épisode)
- 1989 : Clair de lune (Moonlighting) : Francesca (1 épisode)
- 1994 : Mariés, deux enfants (Married… with Children) : Paulina (1 épisode)
- 1995-1996 : Un drôle de shérif (Picket Fences) : Mary McMurtry et Sylvia Walker (2 épisodes)
- 1996 : Murder One : Holly Georges (1 épisode)
- 1996 : Cybill : la femme perdue (1 épisode)
- 1996 : JAG : une infirmière (1 épisode)
- 1996 : Profiler : Helen Oaks (1 épisode)
- 1996-1997 : New York Police Blues : Geri Turner (6 épisodes)
- 1997 : Mike Hammer : Brenda Smidley (1 épisode)
- 1998 : The Patron Saint of Liars de Stephen Gyllenhaal (téléfilm)
- 1998 : Les Dessous de Palm Beach (Silk Stalkings) : la sœur (1 épisode)
- 1999 : X-Files : Aux frontières du réel : Pat Verlander (1 épisode)
- 1999 : Ally McBeal : Vicky Sharpe (1 épisode)
- 1999 : Chicago Hope : La Vie à tout prix : Gwen Taylor (1 épisode)
- 2000 : Good Versus Evil : Matilda Beery (1 épisode)
- 2000 : Voilà ! (Just Shoot Me!) : MaryLou Eberhoffer (1 épisode)
- 2000 : Les Sept Mercenaires (The Magnificent Seven) : Hilda (1 épisode)
- 2001 : Division d'élite (The Division) (1 épisode)
- 2001 : Diagnostic : Meurtre : Lena (1 épisode)
- 2001 : Dharma et Greg : Marily Peters (1 épisode)
- 2002 : For the People (en) : Diedre (1 épisode)
- 2003 : Miss Match : Juge Blake (1 épisode)
- 2003-2005 : La Caravane de l'étrange (Carnivàle) : Lila (24 épisodes)
- 2005 : Les Experts (CSI) : Regina Owens (1 épisode)
- 2007 : Grey's Anatomy : Elaine (1 épisode)
- 2008 : Weeds (1 épisode)
- 2008 : Bones : Kelly Sutton (1 épisode)
- 2010 : Mentalist : Kay Vickers (1 épisode)
- 2012 : NCIS : Enquêtes spéciales : Rita Gregg (1 épisode)
- 2012 : American Horror Story : Mme Stone (1 épisode)
- 2013 : Southland : Melanie (1 épisode)
- 2014 : Les Feux de l'amour (The Young and the Restless) : Willa Ward (4 épisodes)
- 2015 : Grossesse sous surveillance (A Deadly Adoption, téléfilm)  : Ellen Macy
- 2015 : Rectify : Miss Katy (1 épisode)
- 2015-2016 : 100 choses à faire avant le lycée (100 Things to Do Before High School) : Natasha Villavovodovich (5 épisodes)
- 2016 : Longmire : Pyper Callans (2 épisodes)
- 2016-2017 : Outcast : Kat Ogden (6 épisodes)
- depuis 2018 : 9-1-1 : Sue Blevins